# Якобсен, Антонио
Антонио Якобсен (англ. Antonio Jacobsen, полное имя Antonio Nicolo Gasparo Jacobsen; 1850—1921) — американский художник-маринист датского происхождения, известный как «Одюбон паровых судов».

## Биография
Родился 2 ноября 1850 года в Копенгагене, где обучался в Королевской академии дизайна, прежде чем отправиться за Атлантический океан.
В августе 1873 года он прибыл в США и поселился в городе West Hoboken, штат Нью-Джерси (ныне город Юнион-Сити), на реке Гудзон напротив Нью-Йоркской бухты и порта, всегда заполненных судами из Америки и всего мира. Якобсен начал писать картины кораблей на верфях. С ростом репутации художника, владельцы судов, их капитаны и члены экипажа, просили его создать картины их кораблей, многие из которых продавались всего за пять долларов.
Умер 2 февраля 1921 года.
Был женат на Мэри Якобсен, у них было трое детей — сыновья Карл и Альфонс, а также дочь Хелен.

## Труды
Антонио Якобсен написал более 6000 картин парусных и паровых судов, став «самым плодовитым из морских художников». Многие его работы были приобретены капитанами судов за точность исполнения и невысокую стоимость.
В 1996 году 45 картин Якобсена были представлены на выставке в Национальном музее американской истории. В 1995 году в Морском музее в городе Ньюпорт-Ньюс, штат Виргиния, была проведена выставка, где было показано 80 картин художника.
В стенах старейшего отеля Америки The Griswold Inn, находящегося в городе Эссекс, штат Коннектикут, находится крупнейшая частная коллекция картин Якобсена.
Джон Макмаллен (англ. John McMullen), военно-морской архитектор и инженер (бывший владелец «Нью-Джерси Девилз»), имел коллекцию, в которую вошли 75 картин Якобсена.

Некоторые работы
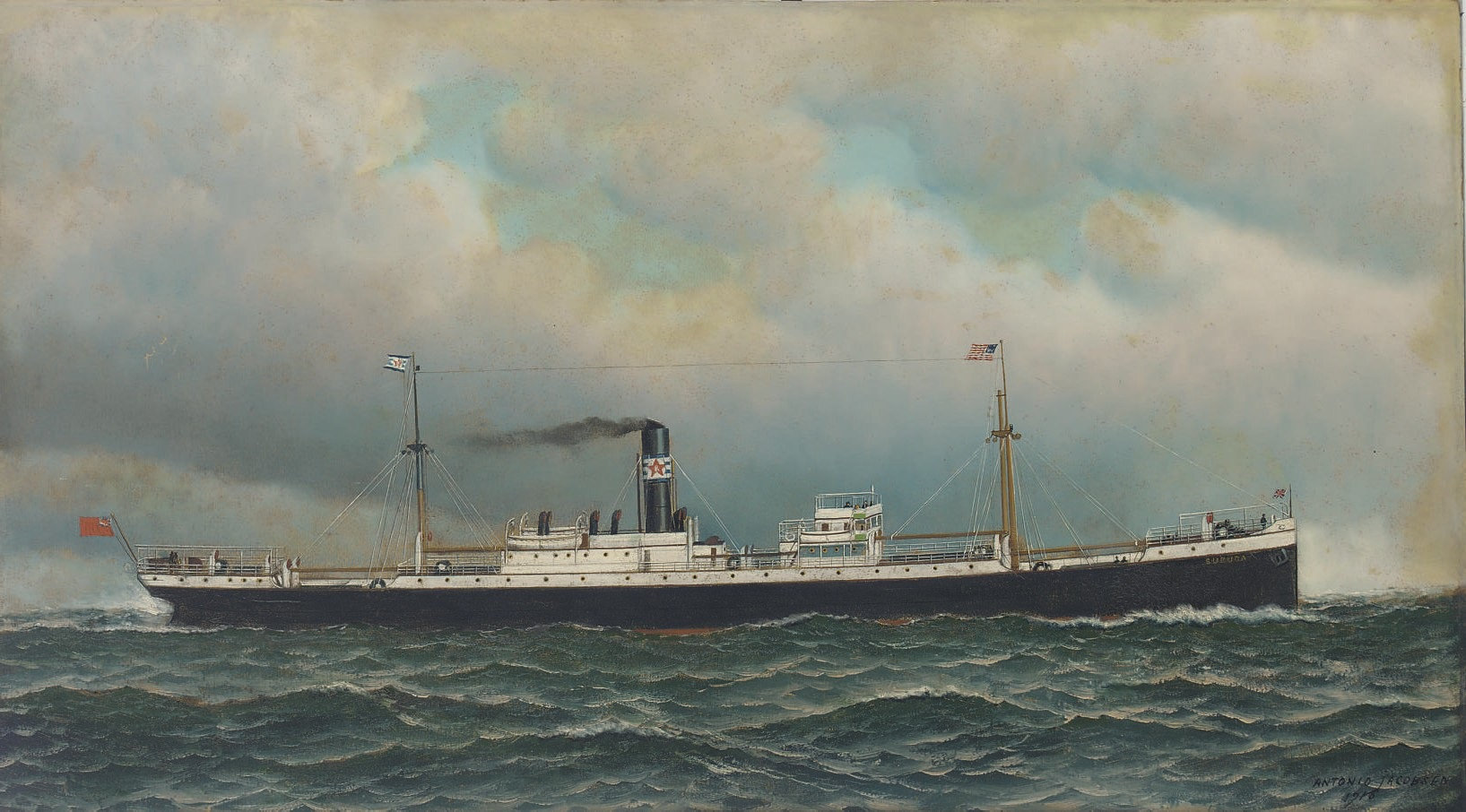
S.S. Suruga
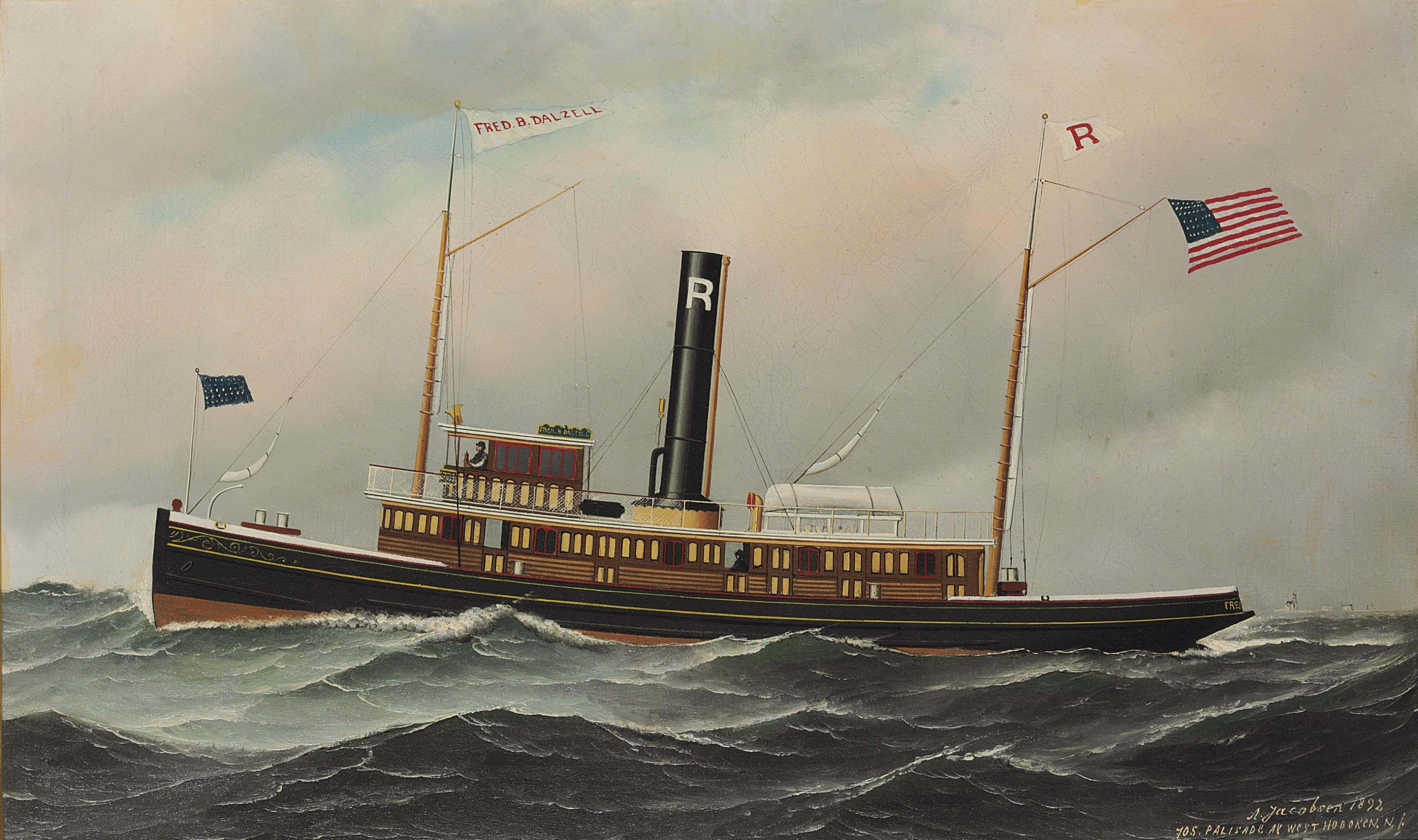
Fred Dalzell
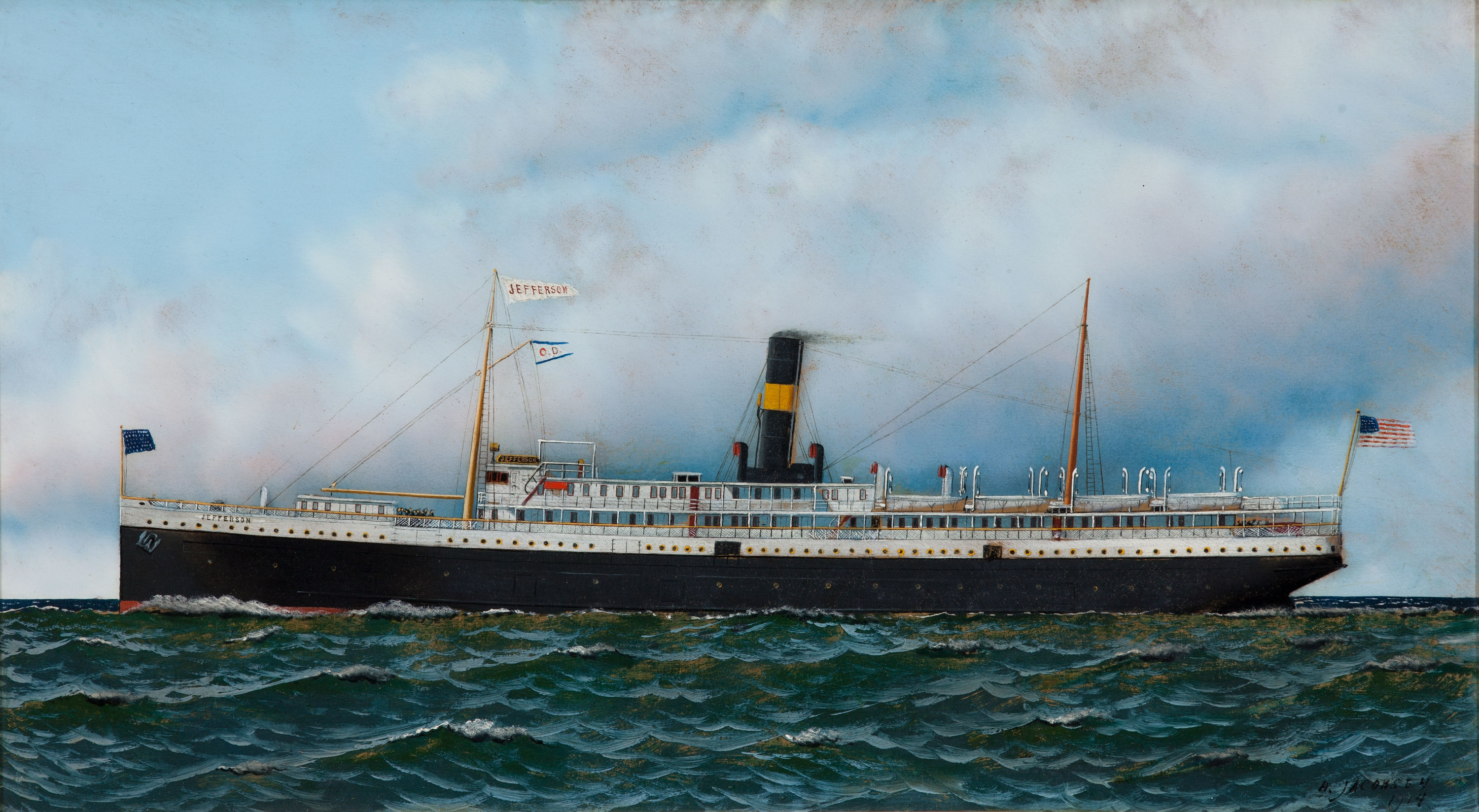
The Jefferson
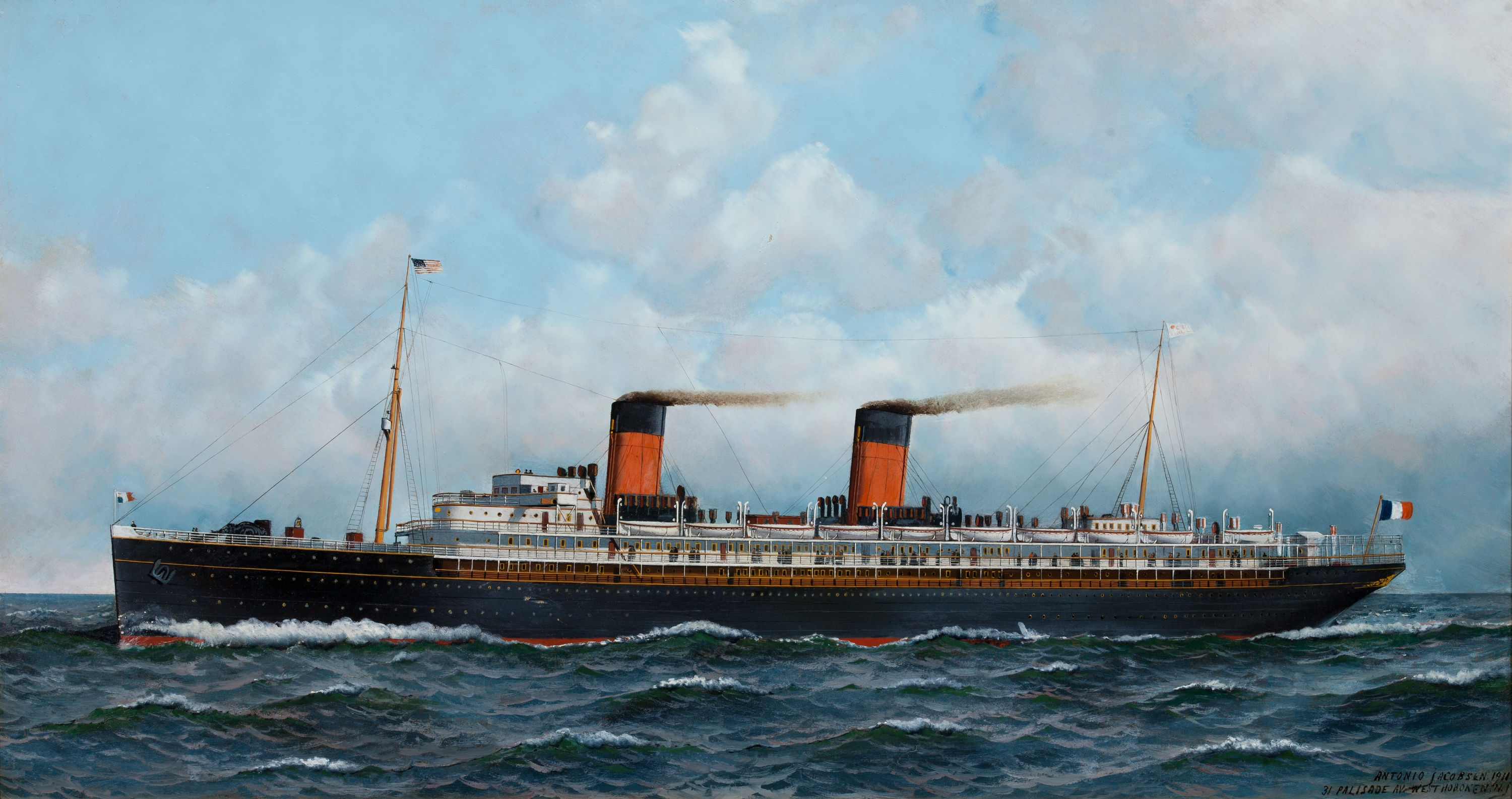
La Provence
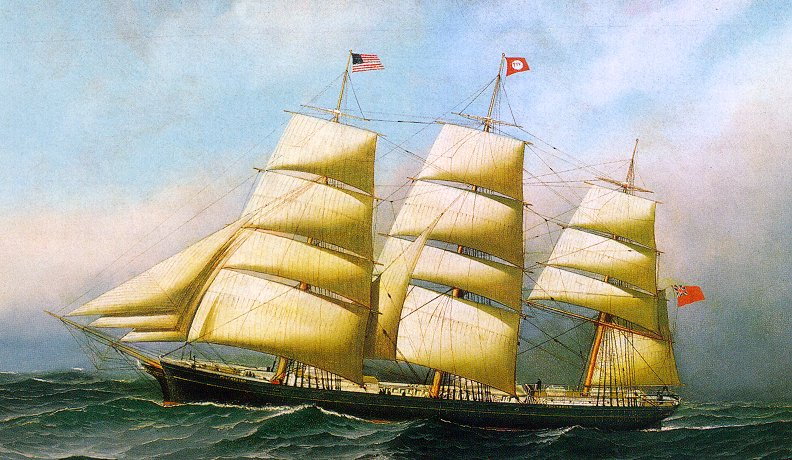
Polynesian
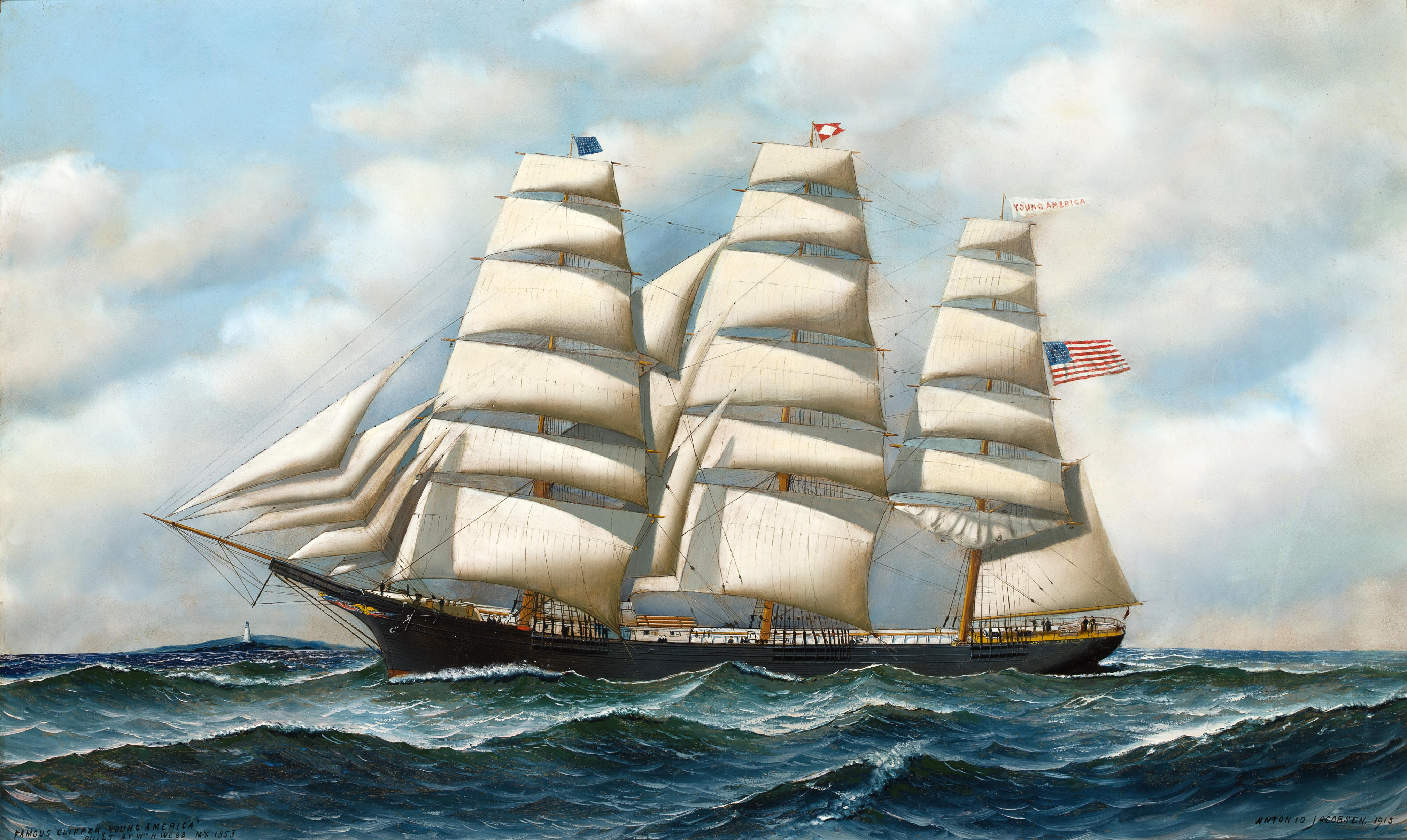
Young America
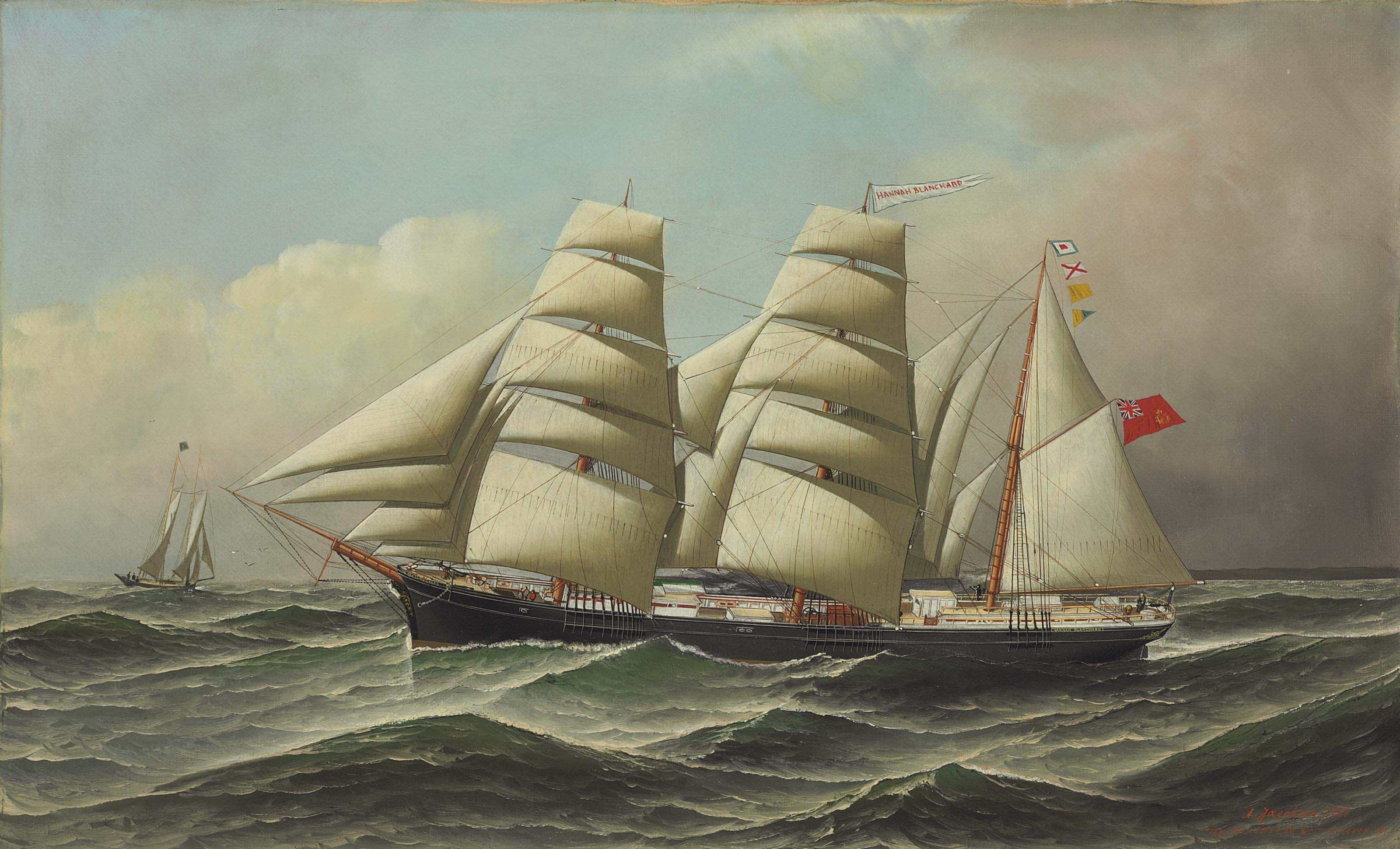
Hannah Blanchard
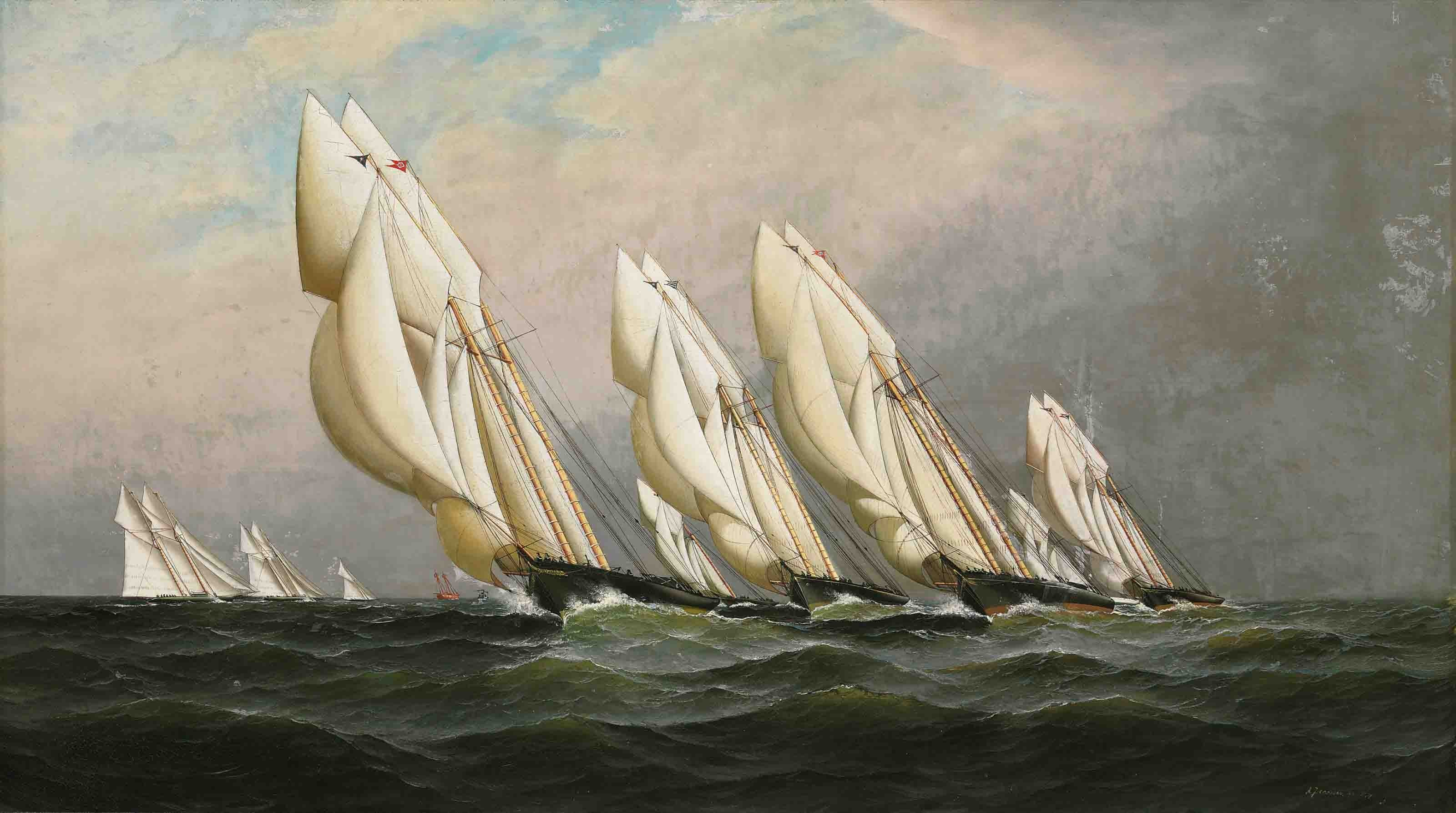
Racing Schooners